# Дорино I Гаттилузио
Дорино I Гаттилузио (итал. Dorino I Gattilusio; ок. 1400 — 30 июня 1455) — архонт Лесбоса с 1428 года. Второй сын Франческо II Гаттилузио и Валентины Дориа.

## Биография
Наследовал своему старшему брату Джакопо между 13 марта 1426 и 14 октября 1428 года. До этого упоминается как властитель Фокеи.
Не позднее начала 1438 года, вероятно — по настоянию византийской императрицы Марии, выдал свою дочь Марию замуж за Александра — претендента на трон императора Трапезунда, отстранённого от престола своим братом Иоанном, который, однако, затем передал власть сыну Марии и Александра Алексею.
Дорино I присоединил к своим владениям остров Тасос и замок Коккинос на Лемносе. Однако в 1449 году он тяжело заболел и остаток жизни провёл прикованным к кровати. Государственными и хозяйственными делами в это время занимался его сын Доменико.

## Семья
Дорино I был женат на Орьетте Дориа. Известно шестеро их детей:
- Франческо III, сеньор Тасоса.
- Доменико, архонт Лесбоса в 1455—1458
- Никколо, архонт Лесбоса в 1458—1462
- Джиневра, с 1444 жена герцога Наксоса Джакомо II Криспо
- Катерина, жена императора Константина XI
- Мария, жена Александра Трапезундского.

Дорино I чеканил золотые монеты, имитировавшие венецианские дукаты.